# Microgramma fuscopunctata
Microgramma fuscopunctata är en stensöteväxtart som först beskrevs av William Jackson Hooker, och fick sitt nu gällande namn av Vareschi. Microgramma fuscopunctata ingår i släktet Microgramma och familjen Polypodiaceae. Inga underarter finns listade.